# 3040 Kozai
3040 Kozai (1979 BA) là một tiểu hành tinh bay qua Sao Hỏa được phát hiện ngày 23 tháng 1 năm 1979 bởi W. Liller ở Cerro Tololo.